# Нефтяная индустрия Сербии
Нефтяная индустрия Сербии (НИС; серб. Нафтна индустрија Србије, НИС / Naftna industrija Srbije, NIS) — одна из крупнейших вертикально интегрированных энергетических компаний в Юго-Восточной Европе, головной офис которой расположен в Сербии. НИС — одна из самых прибыльных компаний в Сербии и один из крупнейших отечественных экспортёров. В Сербии и странах региона трудоустроено примерно 11 000 сотрудников. Мажоритарным акционером НИС является российская нефтегазовая компания «Газпром нефть», владеющая 56,15 % акций, тогда как 29,87 % акционерного капитала принадлежит Республике Сербии. Остаток принадлежит гражданам, сотрудникам, бывшим сотрудникам и иным миноритарным акционерам.
Компания занимается разведкой, добычей и переработкой нефти и газа, сбытом нефтепродуктов, а также реализацией проектов в сфере энергетики и нефтехимии. НИС — единственная компания в Сербии, которая занимается разведкой и добычей нефти и газа. Основные производственные мощности НИС расположены в Сербии, а дочерние предприятия и представительства действуют в Боснии и Герцеговине, Болгарии, Венгрии, Румынии, России, Хорватии и Анголе.
Группа «НИС» в Балканском регионе развивает деятельность по нескольким направлениям: разведка и добыча нефти и газа, развитие розничной сети, производство и торговля электроэнергией.
Наряду с коммерческой деятельностью НИС также реализует социально значимые проекты и является одним из ведущих социальных инвесторов в Сербии. Инвестиции в социально ответственные проекты реализуются по следующим основным направлениям: поддержка молодёжи, образования и науки, спорта, культуры, здравоохранения, а также реализация благотворительных проектов. НИС — первая компания в Сербии, которая за свой вклад в образование получила «Святосавскую премию», присуждаемую Министерством образования, науки и технологического развития Сербии.

## История
Предшественником компании НИС было Предприятие по разведке и добыче нефти, учреждённое в 1949 году по решению Правительства Федеративной Народной Республики Югославии (ФНРЮ) и зарегистрированное в г. Зренянин. Предприятие по разведке и добыче нефти «Нафтагас» открыто в 1953 году согласно решению Правительства ФНРЮ, после чего управление было перенесено в г. Нови-Сад. В начале 1950-х годов на этих территориях были открыты первые АЗС и склады. Нефтеперерабатывающие заводы в Панчево и Нови-Саде начали работу в 1968 году. В конце 1973 года в тогдашнюю компанию вошли сбытовые предприятия «Югопетрол-Белград» и «Югопетрол-Нови-Сад».
В своей сегодняшней форме «Нефтяная индустрия Сербия» учреждена в 1991 году как государственная компания по разведке, добыче, переработке и сбыту нефти, нефтепродуктов и природного газа.
В 2005 году компания получает статус акционерного общества, после чего выбирает Общее собрание акционеров, Совет директоров и органы управления. На основании межправительственного соглашения, подписанного между Республикой Сербией и Российской Федерацией о покупке 51 % акций, мажоритарным акционером компании в 2009 году становится российская компания «Газпром нефть».

В 2010 году НИС становится публичным обществом с наибольшим числом акционеров (на тот момент — примерно 5 млн) и котируется на Белградской бирже. После котировки НИС на Белградской бирже в её котировальном списке появилась крупнейшая первоклассная (blue chip) компания. Следуя своей стратегии стать лидером региона, НИС в 2011 году начинает ускоренное распространение деятельности и на рынки региона. Открыты зависимые общества в Боснии и Герцеговине, Болгарии, Венгрии и Румынии. В 2012 году завершено строительство комплекса гидрокрекинга и гидроочистки (MHC/DHT) на НПЗ Панчево, ознаменовавшее завершение первого этапа модернизации нефтеперерабатывающего комплекса НИС. Спустя два года, в 2013 году начинается реализация проекта когенерации (производство электрической и тепловой энергии из газа на нефтяных и газовых месторождениях в Сербии). Введена в эксплуатацию первая когенерационная установка в н.п. Сираково, после чего в Сербии было открыто ещё 13 малых электростанций. Избыток электроэнергии, произведённый с задействованием собственных мощностей НИС, продаётся на свободном рынке. Компания стремится к непрерывному внедрению новых технологий, в связи с чем в рамках Цеха по подготовке и транспортировке нефти и газа в Элемире в 2016 году начала работу установка аминовой очистки природного газа. Эта установка, помимо влияния на бизнес, обладает значимыми экологическими преимуществами, так как применена технология, полностью предотвращающая выброс углекислого газа в атмосферу, что способствует сокращению парникового эффекта. Второй этап модернизации НПЗ Панчево начался в 2017 году со строительства установки глубокой переработки с технологией замедленного коксования, в результате строительства которого НПЗ в Панчево станет одним из самых современных в Восточной Европе.

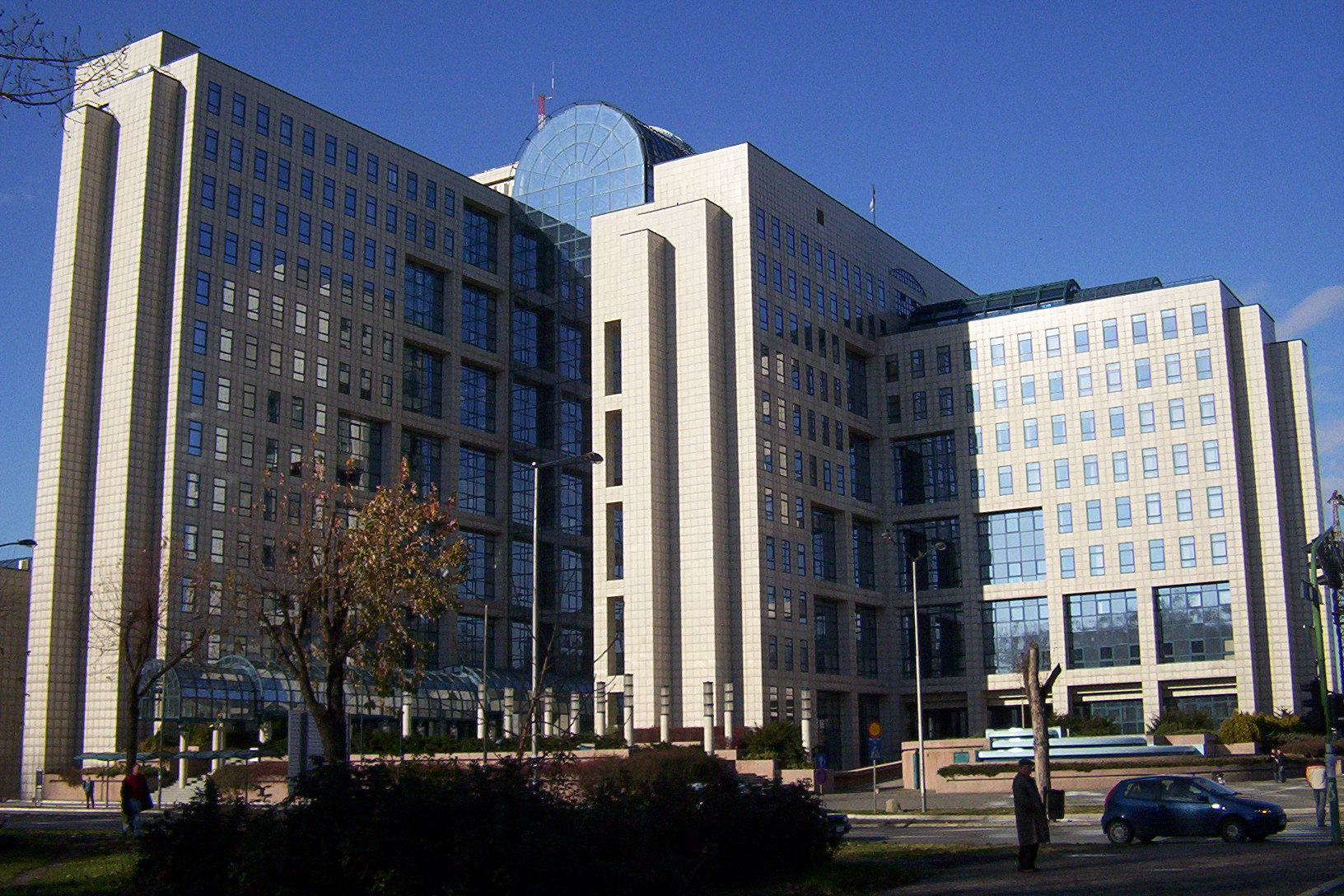
Штаб-квартира компании в Нови-Саде

## Деятельность

### Разведка и добыча
Большая часть нефтяных месторождений НИС расположена на территории Сербии, но компания не остановилась на этом и начала разведочные работы в странах региона — Герцеговине, Венгрии и Румынии. Производство охватывает процессы по производству, сбору, подготовке и транспортировке нефти, природного газа и геотермальных вод, профилактическому и аварийному обслуживанию систем и сопутствующей инфраструктуры.

### Сервисы
НИС располагает собственными сервисными мощностями, которые полностью удовлетворяют потребности Компании и оказывают услуги третьим лицам. НИС осуществляет деятельность через дочерние компании — «НАФТАГАС-Нафтни сервиси», «НАФТАГАС-Технички сервиси» и «НАФТАГАС-Транспорт».

### Переработка
В составе НИС работает современный НПЗ в г. Панчево, где выпускаются моторные топлива стандарта Евро-5, авиатопливо, сжиженный углеводородный газ, сырье для нефтехимической промышленности, печное топливо, битумы и прочие нефтепродукты. В 2017 году НПЗ в г. Панчево стал одним из первых энергетических комплексов в Сербии, который от государственных органов получил IPPС разрешение (комплексное экологические разрешение) на комплексное предотвращение и контроль загрязнения окружающей среды, на основании которого подтверждается, что производственный процесс на НПЗ полностью соответствует строжайшим сербским и европейским стандартам в сфере охраны окружающей среды.

### Сбыт
Сбыт в компании НИС охватывает внешнюю и внутреннюю торговлю, розничную продажу нефтепродуктов и сопутствующих товаров, а также оптовые продажи нефтепродуктов. В качестве отдельных продуктовых направлений НИС развивает снабжение авиатопливом, заправку судов топливом, сбыт смазочных материалов и битумов. На территории Сербии, Боснии и Герцеговины, Болгарии и Румынии работает свыше 400 АЗС, крупнейшая розничная сеть компании действует в Сербии. НИС выступает на рынке с двумя розничными брендами: НИС Петрол (массовый бренд) и ГАЗПРОМ (премиальный бренд).

### Энергетика
НИС занимается производством электрической и тепловой энергии из традиционных и возобновляемых источников, производством и сбытом компримированного природного газа, сбытом природного газа, торговлей электроэнергией, разработкой и внедрением стратегически важных энергетических проектов, а также развитием и внедрением проектов по повышению энергоэффективности. НИС торгует электроэнергией на рынках Сербии, Боснии и Герцеговины, Румынии, Словении и Венгрии, а также на границе с Македонией

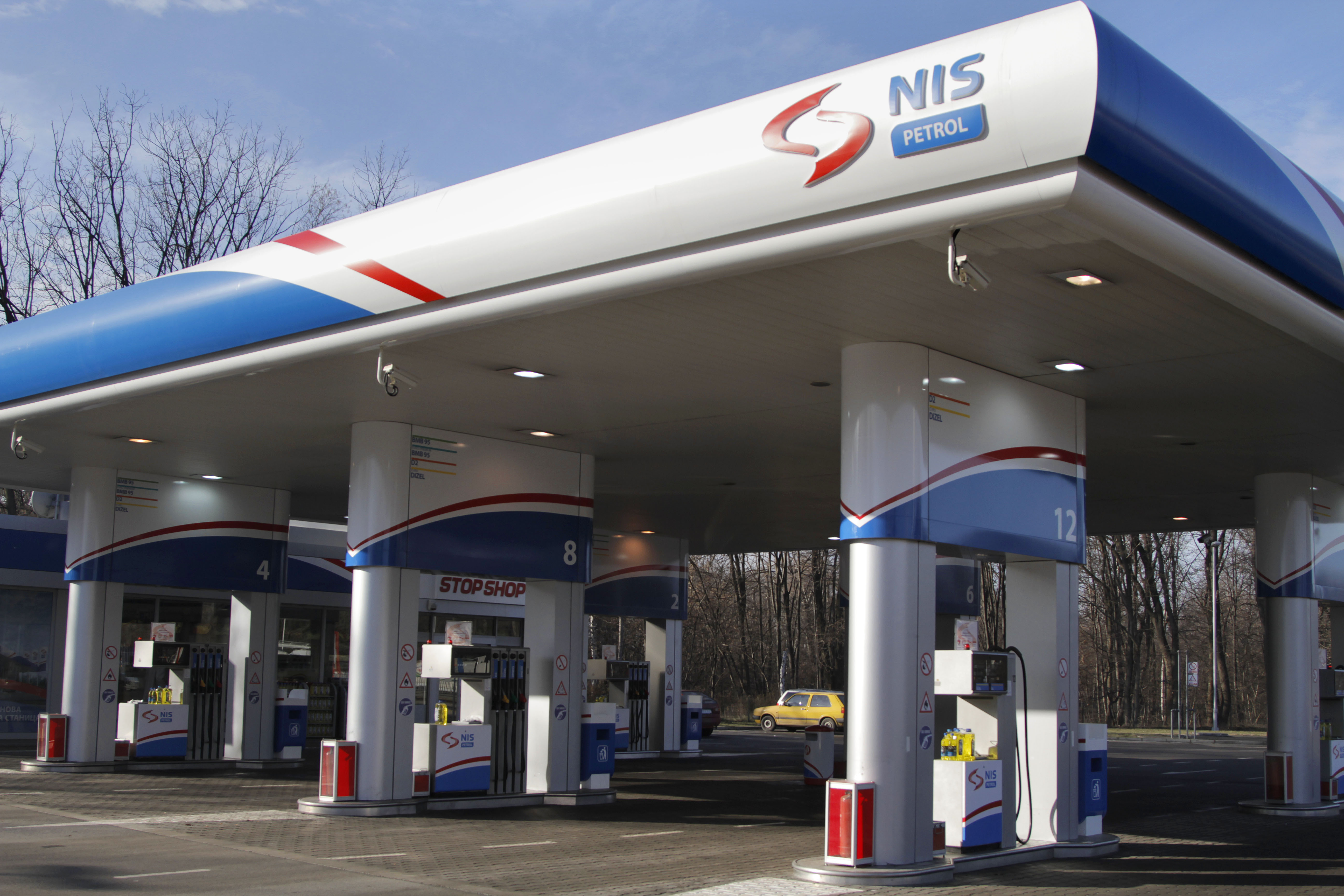
Ребрендированная АЗС НИС Петрол в Белграде

## Социальная деятельность
Под корпоративным лозунгом «Будущее в действии» НИС поддерживает культурные и спортивные мероприятия для улучшения образовательной инфраструктуры, сотрудничает с 12 органами местного самоуправления в Сербии и стремится к улучшению качества жизни граждан в этих сообществах. Спонсорская и благотворительная деятельность НИС сфокусирована на реализации приоритетных программ в области спорта, культуры, науки и образования, экологии и социальной защиты.
НИС — первая компания в Сербии, опубликовавшая Отчёт об устойчивом развитии, подготовленный по стандартам и качеству корпоративной отчётности, которые регламентированы международной организацией Global Reporting Initiative и AccontAbility. НИС публикует отчёты ежегодно, начиная с 2010 года.
В 2024 году белградский Университет обороны заключил с компанией НИС меморандум о сотрудничестве в области образования, исследований и передачи знаний. Меморандум подписали ректор университета бригадный генерал доктор Бобан Джорович и заместитель гендиректора НИС Вадим Смирнов; на подписании присутствовали министр обороны Милош Вучевич и гендиректор НИС Кирилл Тюрденев.